# Richard Billet
 (décembre 2023).
Si vous disposez d'ouvrages ou d'articles de référence ou si vous connaissez des sites web de qualité traitant du thème abordé ici, merci de compléter l'article en donnant les références utiles à sa vérifiabilité et en les liant à la section « Notes et références ».
Richard Billet, né le 17 janvier 1957 à Limoges, est un joueur français de basket-ball.

## Biographie

### Sa carrière à Limoges (19??-1983)
Richard Billet a commencé le basket-ball au Cercle Saint Pierre de Limoges (CSP Limoges) dans les différentes sections jeunes. Il connaît plusieurs montées avec le Cercle Saint-Pierre. Au début, il effectue quelques rentrées sur le terrain des seniors dès la saison 1972-1973, lorsque le Limoges CSP évoluait en Excellence Régionale. La même saison, les "Verts" du CSP montent sans trop de difficultés en division supérieure. En Nationale 4, grâce aux différents renforts, Limoges termine deuxième de sa poule et monte cette fois-ci en Nationale 3.En cette saison 1973-1974, Richard Billet est désormais un joueur à part entière de l'équipe. Il joue alors une saison en N3 et réussit une nouvelle montée avec son équipe. En N2, de 1975 à 1978, les Cerclistes défendent leurs couleurs et accrochent les premiers du championnat dans sa salle des Sœurs de la Rivières. À la fin de la saison 1977-1978, Limoges créait l'exploit en montant pour la première fois de son Histoire en N1. Richard Billet est alors le seul de l'équipe qui ait connu les différentes montées du club. Il reste jusqu'en 1982. Cette dernière saison (1981-1982) au CSP Limoges va lui permettre d'ouvrir son palmarès en remportant la coupe Korać et la coupe de la Fédération. Lors de la saison 1982-1983, Richard Billet part à l'ASPTT Limoges qui joue alors en N3. C'est aussi sa dernière saison en tant que basketteur.

### Sa retraite sportive
En 2005, Richard Billet revient dans le monde du basket-ball en étant entraîneur adjoint des filles du Limoges ABC entraînées alors par Bertrand Parvaud. Il y reste jusqu'en 2008. En 2009-2010, Richard Billet devient l'entraîneur des cadets nationaux du Limoges CSP.

## Palmarès
- 1977-1978 : vice-champion de France de N2 avec Limoges
- 1981-1982 : vainqueur de la Coupe de la Fédération avec Limoges
- 1981-1982 : vainqueur de la Coupe Korać avec Limoges
- 1981-1982 : vice-champion de France de N1A avec Limoges